# Estuariumduinen
Het fenomeen estuariumduinen is in Nederland een zeldzaam landschapstype, omdat de oevers van de estuaria te veel afslag kennen, of anderzijds er alleen slikvorming optreedt.

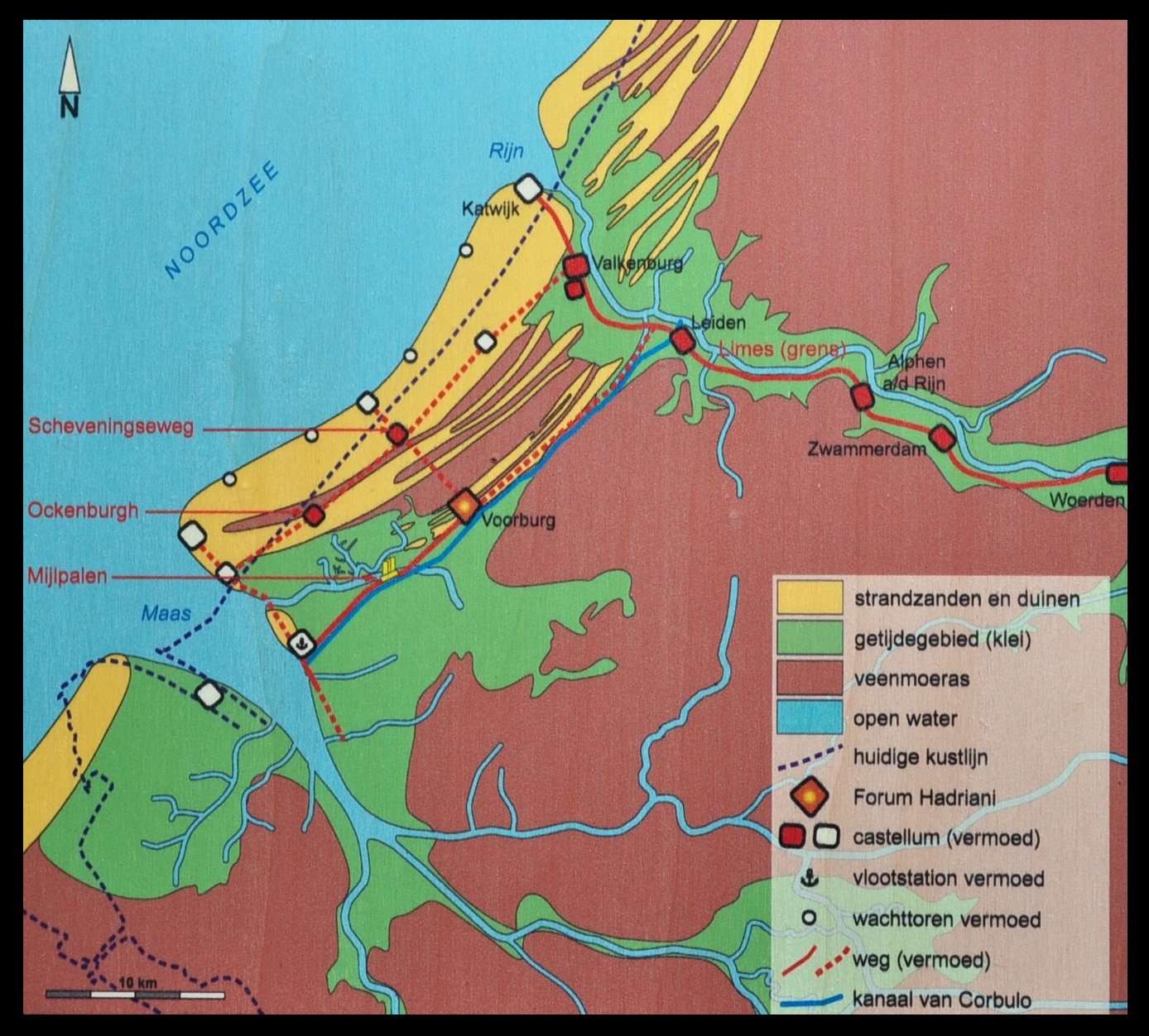
In de Romeinse tijd hadden Rijn en Maas een duidelijk gescheiden monding. De estuariumduinen zijn te zien bij het vermoedelijke vlootstation.

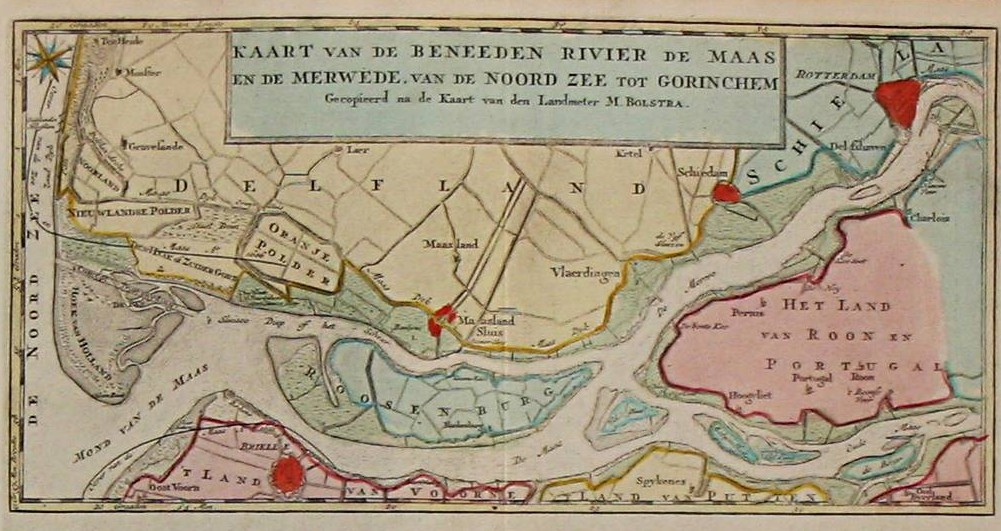
Maasmonding in 1769

Dit type duin komt voor ten oosten van Hoek van Holland, het Staelduinse Bos groeit op overblijfselen van estuariumduinen. Deze duinen zijn ontstaan aan de noordkant van de Maasmonding, in de tijd dat deze nog een brede trechtermonding had. Ook kwamen ze voor op zuidwestelijk Zuid-Beveland langs de brede monding van de Westerschelde.